# NGC 5000
NGC 5000 é uma galáxia espiral barrada (SBbc) localizada na direcção da constelação de Coma Berenices. Possui uma declinação de +28° 54' 24" e uma ascensão recta de 13 horas, 09 minutos e 47,5 segundos.
A galáxia NGC 5000 foi descoberta em 11 de Abril de 1785 por William Herschel.